# Tonara
Tonara ist ein Ort in der Provinz Nuoro in der italienischen Region Sardinien mit 1757 Einwohnern (Stand 31. Dezember 2023).
Tonara liegt 63 km südwestlich von Nuoro. Tonara besitzt einen Bahnhof an der schmalspurigen Bahnstrecke Isili–Sorgono, der in den Sommermonaten vom Trenino Verde bedient wird.
Die Nachbargemeinden sind Austis, Belvì, Desulo und Sorgono.